# Los Pelambres
Los Pelambres es una mina a cielo abierto, ubicada en la comuna chilena de Salamanca, que produce cobre desde diciembre de 1999.
La minera los Pelambres es una de las cinco minas de cobre más ricas del mundo gracias a unas reservas de 2 100 millones de toneladas, 
Las cercanas cumbres andinas han exigido la realización de obras de gran envergadura. Una cinta transportadora conecta la zona de extracción, a 3.100 m de altitud, con el área de procesamiento situada 13 km más abajo, a 1.620 m de altitud.

## Datos Específicos
- Ubicación: 45 km al este de la ciudad de Salamanca, Provincia de Choapa, Región de Coquimbo, en plena cordillera de los Andes a 3.600 m s. n. m. (31°43′00″S 70°29′26″O / -31.716691, -70.490446).
- Dotación propia: 532.
- Dotación de contratistas (a sept.2006): 8.027.
- Minera Los Pelambres pertenece en un 60% a Antofagasta Minerals —filial de Antofagasta plc— y en un 40% a un grupo japonés integrado por Nippon LP Resources B.V. (25%) y MM LP Holding B.V. (15%).

El Juzgado de Letras y Garantía de Los Vilos ordenó a la empresa Minera Los Pelambres demoler el tranque de relaves El Mauro en Caimanes, pero el fallo fue dejado sin efeco por  la Corte de Apelaciones de La Serena.

Gestión hídrica de la minera Los Pelambres.